# San Marcos (título cardenalicio)
San Marcos es un título cardenalicio de la Iglesia Católica. Originalmente recibía el nombre de Iuxta Pallacina. Fue instituido por el papa Marcos I en 336. Según el catálogo de Pietro Mallio, realizado durante el pontificado de Alejandro III, estaba conectado con la basílica de San Pedro, donde sus sacerdotes celebraban misa.

## Titulares
- Epifanio (494 - ?)

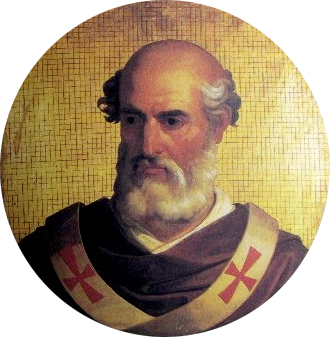
Gregorio IV.

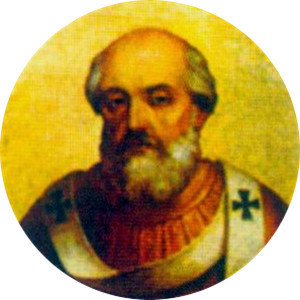
Adriano II.

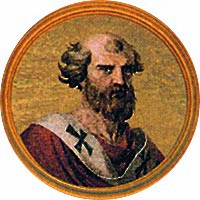
Celestino II.

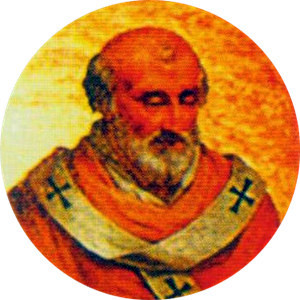
Alejandro II.

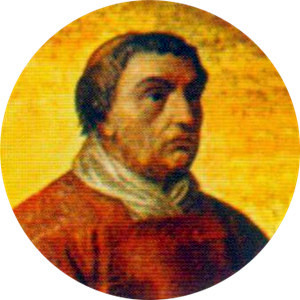
Celestino IV.

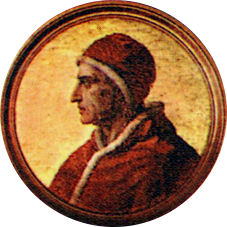
Gregorio XII.

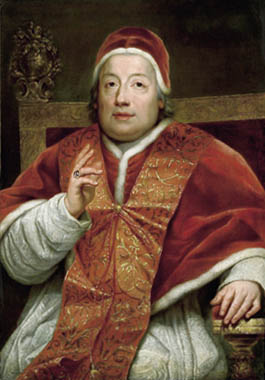
Clemente XIII.

Juan Pablo I.

- Cipriano e Abbondio (menzionati nel 499)
- Stefano (menzionato nel 595)
- Stefano (745 - prima del 761)
- Filippo (761 - prima del 797)
- Gregorio, O.S.B. (797 - diciembre 827 elegido papa Gregorio IV)
- Adriano (?) (844 - prima dell'853)
- Adriano (853 - noviembre/diciembre 867 elegido papa Adriano II)
- Pietro (prima del 1012 - prima del 1033)
- Pietro (1033 - prima del 1049)
- Giovanni (1049 - circa 1058)
- Bonifazio (1058 - prima del 1062)
- Bonifazio (?) (1062 - circa 1088)
- Leone (1088 - ?)
- Bonifazio (o Bonifacio) (circa 1114- circa 1129)
- Pietro (1130 - 1130 ?)
- Innocenzo Savelli (1130 - circa 1133)
- Guido del Castello (diciembre 1133 - 26 settembre 1143 elegido papa Celestino II)
- Gilberto (17 de diciembre de 1143 - 1149 ?)
- Giovanni (1149 - 1151 ?)
- Rolando Bandinelli, C.R.L. (1151 - 7 settembre 1159 elegido papa Alejandro III)
- Antonio (1163 - 1167 ?)
- Giovanni de' Conti di Segni (1167 - 1190)
- Giovanni (1186 - ? deceduto)
- Guido (1191 - prima del 1198)
- Goffredo da Castiglione (18 settembre 1227 - 1239) posteriormente papa Celestino IV
- Guillaume de Bray (22 maggio 1262 - 29 aprile 1282)
- Pietro Peregrossi (detto Milanese) (1289 - luglio 1295)
- Gian Gaetano Orsini, diaconía pro illa vice in commendam (16 settembre 1317 - 27 de agosto de 1335)
- Bertrando di Deux (18 de diciembre de 1338 - 4 de noviembre de 1348)
- Francesco degli Atti (23 de diciembre de 1356 - 25 de agosto de 1361)
- Jean de Blandiac (17 settembre 1361 - settembre 1372)
- Bertrand de Cosnac, C.R.S.A. (marzo 1372 - 17 giugno 1374)
  - Pierre Amiehl de Brénac, O.S.B.Clun. (18 de diciembre de 1379 - 10 de agosto de 1389), pseudocardenal del antipapa Clemente VII
- Giovanni Fieschi (1380 - 1384)
- Ludovico da Venezia, O.F.M. (1382 - 11 de enero de 1386)
- Angelo Correr (12 de junio de 1405 - 30 de noviembre de 1406 elegido papa Gregorio XII)
- Antonio Calvi (2 de julio de 1409 - 2 de octubre de 1411)
  - Guillaume Fillastre (o Philastrius) (6 de junio de 1411 - 6 de noviembre de 1428), pseudocardenal del antipapa Juan XXIII
- Angelotto Fosco (19 de septiembre de 1431 - 12 de septiembre de 1444)
  - Bartolomeo Vitelleschi (6 abril de 1444 - 14 de julio de 1449), pseudocardenal del antipapa Félix V
- Pietro Barbo (16 de junio de 1451 - 30 de agosto de 1464 elegido papa Pablo II)
- Marco Barbo (2 de octubre de 1467 - 6 de noviembre de 1478); in commendam (6 de noviembre de 1478 - 2 de marzo de 1491)
- Lorenzo Cybo de Mari (14 de marzo de 1491 - 14 de mayo de 1501); in commendam (14 maggio 1501 - 21 diciembre 1503)
- Domenico Grimani (25 diciembre 1503 - 22 settembre 1508); in commendam (22 settembre 1508 - 27 agosto 1523)
- Marco Cornaro (14 diciembre 1523 - 20 maggio 1524)
- Francesco Pisani (3 maggio 1527 - 29 maggio 1555); in commendam (29 maggio 1555 - 21 giugno 1564)
- Luigi Cornaro (21 giugno 1564 - 2 giugno 1568)
- Luigi Pisani (2 giugno 1568 - 3 giugno 1570)
- Luigi Cornaro (9 giugno 1570 - 10 maggio 1584)
- Giovanni Francesco Commendone (14 maggio 1584 - 26 diciembre 1584)
- Agostino Valier (14 gennaio 1585 - 1º giugno 1605)
- Giovanni Dolfin (1º giugno 1605 - 23 giugno 1621)
- Matteo Priuli (23 giugno 1621 - 13 marzo 1624)
- Pietro Valier (18 marzo 1624 - 9 aprile 1629)
- Federico Baldissera Bartolomeo Cornaro (26 aprile 1629 - 19 noviembre 1646)
- Marcantonio Bragadin (19 noviembre 1646 - 28 marzo 1658)
- Cristoforo Widmann (1º aprile 1658 - 30 settembre 1660)
- Pietro Vito Ottoboni (15 noviembre 1660 - 13 settembre 1677)
- Gregorio Barbarigo (13 settembre 1677 - 18 giugno 1697)
- Marco Antonio Barbarigo (1º luglio 1697 - 26 maggio 1706)
- Giambattista Rubini (25 giugno 1706 - 17 febbraio 1707)
- Giovanni Alberto Badoer (11 luglio 1712 - 17 maggio 1714)
- Luigi Priuli (28 maggio 1714 - 15 marzo 1720)
- Pietro Priuli (6 maggio 1720 - 22 gennaio 1728)
- Angelo Maria Quirini, O.S.B.Cas. (8 marzo 1728 - 11 marzo 1743); in commendam (11 marzo 1743 - 6 gennaio 1755)
- Carlo della Torre di Rezzonico (17 febbraio 1755 - 6 de julio de 1758 elegido papa Clemente XIII)
- Daniele Dolfin (19 de julio de 1758 - 13 de marzo de 1762)
- Antonio Marino Priuli (19 de abril de 1762 - 26 de octubre de 1772)
- Carlo Rezzonico (14 de diciembre de 1772 - 15 de marzo de 1773); in commendam (15 de marzo de 1773 - 26 de enero de 1799)
- Ludovico Flangini (2 de abril de 1800 - 24 maggio 1802)
- Vacante (1802 - 1816)
- Luigi Ercolani, diaconia pro illa vice (23 settembre 1816 - 14 aprile 1817); (14 aprile 1817 - 10 diciembre 1825)
- Vacante (1825 - 1829)
- Karl Kajetan Graf von Gaisruck (21 maggio 1829 - 19 noviembre 1846)
- Charles Januarius Acton (21 diciembre 1846 - 23 giugno 1847)
- Giacomo Piccolomini (4 de octubre 1847 - 17 de agosto 1861)
- Pietro de Silvestri (27 de septiembre 1861 - 19 de noviembre 1875)
- Domenico Bartolini (3 de abril 1876 - 2 de octubre 1887)
- Michelangelo Celesia, O.S.B.Cas. (25 de noviembre 1887 - 14 de abril 1904)
- József Samassa (6 de diciembre 1906 - 20 de agosto 1912)
- Franz Xaver Nagl (2 de diciembre 1912 - 4 de febrero 1913)
- Friedrich Gustav Piffl, C.R.S.A. (8 de septiembre 1914 - 21 de abril 1932)
- Elia Dalla Costa (16 de marzo 1933 - 22 de diciembre 1961)
- Giovanni Urbani (19 de marzo 1962 - 17 de septiembre 1969)
- Albino Luciani (5 de marzo 1973 - 26 de agosto 1978 elegido papa Juan Pablo I)
- Marco Cé (30 de junio 1979 - 12 de mayo 2014)
- Vacante (2014 - 2018)
- Angelo De Donatis (28 de junio de 2018 - actual)